# 魯道夫·沃夫
約翰·魯道夫·沃夫（德語：Johann Rudolf Wolf，1816年7月7日－1893年12月6日）是瑞士天文學家和數學家，以研究太陽黑子而著名。
沃夫出生於蘇黎世附近的費蘭登。他曾在蘇黎世、維也納和柏林等地的大學求學。恩克是他的老師之一。沃夫在1844年成為柏林大學的天文學教授，1847年擔任伯恩天文台的台長。在1855年，他成為蘇黎世大學和在蘇黎世的聯邦技術學院這兩所學院的天文學會主席。
海因利希·史瓦貝發現太陽黑子週期讓他有很深刻的印象。他不只自己進行觀測，還收集從1610年起所有可用的太陽黑子活動資料，推導出11.1年的週期。在1848年，他想出了將太陽黑子活動量化的方法，以他為名的沃夫數，現在仍在使用中。在1852年，他是發現太陽黑子週期與地磁活動有所關聯的四人之一。

## 外部連結
- HAO "Rudolf Wolf (1816–1893"
- HAO "Rudolf Wolf (1816–1893)" with portrait
- MacTutor "Johann Rudolf Wolf"
- The Sun – History （页面存档备份，存于）
- Analysis of Wolf's dice data （页面存档备份，存于） by Edwin Jaynes